# Josip Scholz
Josip Scholz (Zagreb, 30. siječnja 1898. – Beograd, 24. rujna 1945.) bio je hrvatski nogometaš i nogometni reprezentativac.

### Reprezentativna karijera
Za nogometnu reprezentaciju Kraljevine Jugoslavije odigrao je dvije utakmice.